# 3ds Max
3ds Max (anteriormente conhecido como 3D Studio Max) é um programa de modelagem tridimensional que permite renderização de imagens e animações. Sendo usado em produção de filmes de animação, criação de personagens de jogos em 3D, vinhetas e comerciais para TV, maquetes eletrônicas e na criação de qualquer mundo virtual.

## Modelagem

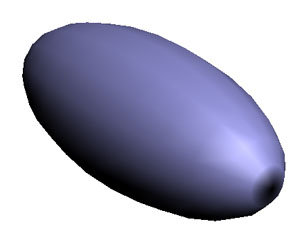
Elipsoide modelado e renderizado no 3ds Max.

Os arquivos gerados pelo 3ds Max possuem a extensão nativa .MAX. Contudo é extremamente compatível com muitos dos softwares de modelagem tridimensional. Umas das característica mais importantes é a geração de superfícies NURBS. Conseguir intercambiar arquivos com as principais extensões .3DS, .DXF, .DWG, entre outros. O 3ds Max possui alguns modos para modelagem poligonal: Edit Poly, Edit Mesh e Edit Path e NURBS. Na modelagem de alguns objetos se necessário, podem ser usados modifiers (modificadores), os quais podem provir de plug-ins.

### Editable Poly ou Editable Mesh
Este tipo modelagem é feita basicamente polígonos criados um por vez, por esse motivo também chamada de polygon by polygon (poligono por poligono).

### NURBS
O modo mais avançado de para substituir os polígonos, ele te dá uma superfície suave no modelo. O NURBS é matematicamente exato para representação de superfícies de forma livre usado para formas de carros e casco de navios, pode ser exatamente reproduzido em qualquer tamanho. Com o NURBS você pode modelar objetos com formas suaves facilmente.
Mas lembrando que o NURBS não foi bem desenvolvido no 3D Studio Max, e o método mais utilizado é modelagem poligonal.

## Renderização

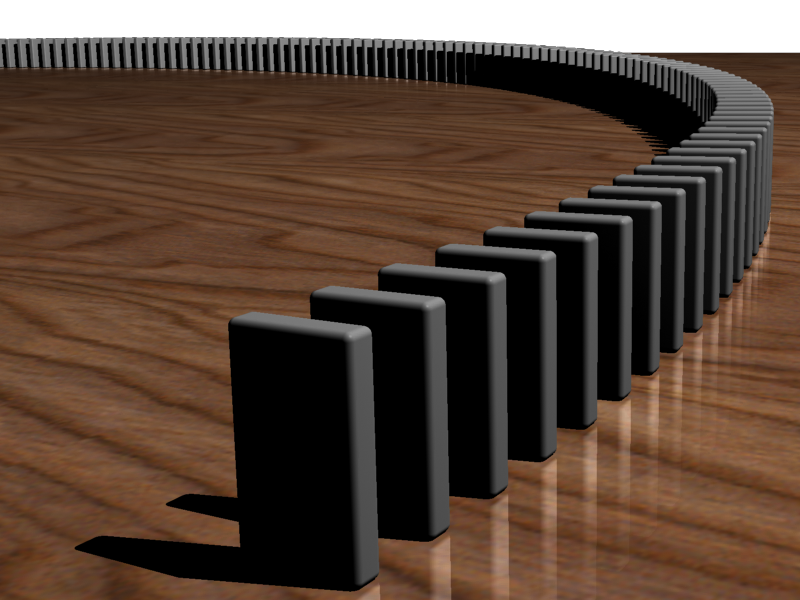
Renderização de uma série de dominós produzida no 3D Studio Max

A renderização pode ser feita em apenas um fotograma (frame), quando utilizada para fazer uma imagem estática, por exemplo, e em vários fotogramas para se fazer um vídeo. 3ds Max permite a geração de renderizações de alta qualidade, com uma ou mais luzes puntiformes (omnidivergentes) ou de área (nas versões mais recentes), sombras, transparências, transluscência, reflexões, refrações, SSS (Sub-surface scattering ou espalhamento sob-superfície) etc. O programa vem com o Default Scanline Render e o MentalRay, que são renderizadores inclusos, sendo esse último um dos mais completos existentes. Alguns dos principais renderizadores pagos vendidos separadamente são V-Ray, Brazil, Maxwell, etc. Os renderizadores no 3d Studio Max são plug-ins que podem ser anexados ao programa. Com a renderização, é possível criar imagens fototrealísticas, simulando ambientes, cenários internos e externos. Para renderizar cenas mais complexas, é necessário que você tenha um computador com processador de velocidade um pouco superior para que o processo não seja muito demorado. Quanto mais detalhes e melhor for a configuração predefinida pelo usuário na cena, mais demorado é o processo de rendenização. Se for uma animação, que possui vários frames, a renderização, feita por fotograma, pode demorar várias horas.

## Animação
O 3ds Max é considerado um dos principais softwares proprietários para geração de animação digital tridimensional.Com ele é possível criar personagens animados, vinhetas e chamadas para televisão e muito mais. O 3ds Max tem a opção de motion capture, que é usada para animar usando uma fonte externa de movimento.
O programa também possui ferramentas natas (Dynamics e Havok ou Reactor) e suporte a plug-ins que permitem animações fisicamente realistas simulando gravidade, colisões, explosões, vento, propulsões, forças rotativas etc..

## Plug-ins e Scripts
O software permite o uso diretamente de plug-ins. Internamente é possível, inclusive, o desenvolvimento de novos plug-ins em um módulo interno, chamado script. É necessário ter um pouco de conhecimento em programação. Quase tudo é feito através dos plug-ins, inclusive os objetos básicos tais como: esfera, um cubo, prismas, etc. Existem diversos usuários e empresas que desenvolvem scripts para tarefas específicas.Os mais utilizados hoje são plug-ins em que já vêm acoplados, as versões mais recentes do 3ds Max. Exemplo, Reactor, Character Studio, Mental Ray e existem também os plug-ins que são instalados para facilitar alguns recursos.
Os plug-ins e scripts têm o recurso de iniciarem de acordo com o programa, cada plug-in é feito para uma determinada versão do programa.

### MAXScript
O MAXScript é uma linguagem de script embutida, e pode ser usado para automatizar tarefas repetitivas, desenvolva novas ferramentas e interfaces de usuário, entre outros. Os plug-ins podem ser criados inteiramente no MAXscript.